# 米蘭—威尼斯鐵路
米蘭－威尼斯鐵路（義大利語：Ferrovia Milano-Venezia）是意大利的幹線鐵路，連接倫巴第大區的米蘭至亞德里亞海邊威尼托大區的威尼斯。此線由國家鐵路基建公司意大利鐵路網持有和營運。此線以3,000伏特直流電進行電氣化。